# Världsmästerskapet i handboll för damer 2007
Världsmästerskapet i handboll för damer 2007 spelades Frankrike 2-16 december 2007. Ryssland vann finalen mot Norge med 29-24, medan Tyskland slog Rumänien med 36-35 i matchen om bronsmedaljerna.

## Slutställning
|    | Ryssland                |
|    | Norge                   |
|    | Tyskland                |
| 4  | Rumänien                |
| 5  | Frankrike               |
| 6  | Sydkorea                |
| 7  | Angola                  |
| 8  | Ungern                  |
| 9  | Kroatien                |
| 10 | Spanien                 |
| 11 | Polen                   |
| 12 | Makedonien              |
| 13 | Ukraina                 |
| 14 | Brasilien               |
| 15 | Tunisien                |
| 16 | Österrike               |
| 17 | Kongo-Brazzaville       |
| 18 | Kazakstan               |
| 19 | Japan                   |
| 20 | Argentina               |
| 21 | Kina                    |
| 22 | Dominikanska republiken |
| 23 | Paraguay                |
| 24 | Australien              |